# Junas
Junas là một xã trong tỉnh Gard thuộc vùng Occitanie, phía nam nước Pháp. Xã Junas nằm ở khu vực có độ cao trung bình 67 mét trên mực nước biển.